# CW Loth

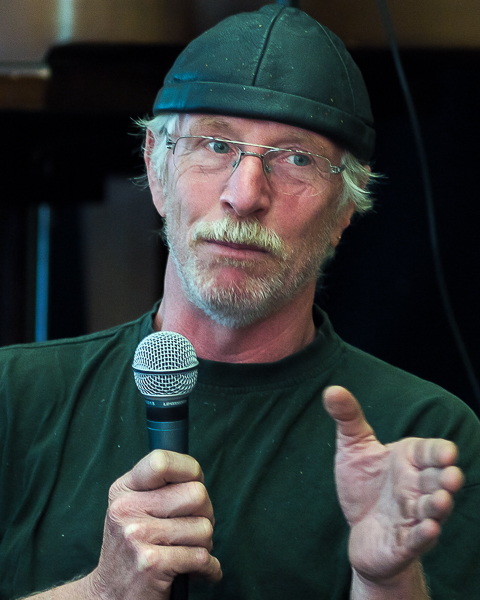
Der Bildhauer CW Loth während einer Workshop-Diskussion in Bad Salzhausen.

Carl Walter Loth, bekannt als CW Loth (* 20. September 1954 in Feudingen) ist ein deutscher Bildhauer. Er lebt und arbeitet in Freiburg im Breisgau.

## Leben
Von 1979 bis 1983 studierte Loth Bildhauerei an der Kunsthochschule Ottersberg. Seit 1985 zeigte der Bildhauer seine Arbeiten in zahlreichen Einzel- und Gruppenausstellungen im In- und Ausland. 1989 bezog er sein Atelier im Freiburger E-Werk (Hallen für Kunst).
Als 1992 das Museum für Sepulkralkultur in Kassel eröffnet wird, gehören zur Sammlung zwei Arbeiten Loths zum Thema Tod. Sie werden während der Eröffnung mit dem damaligen Bundespräsidenten Richard von Weizsäcker gezeigt.
1994 erhielt CW Loth das Stipendium der Kunststiftung Baden-Württemberg, 1996 das der Firma Götz & Moriz, Freiburg. 1998 war der bildende Künstler Preisträger des Kunstwettbewerbs der Diözese Rottenburg-Stuttgart.

## Werke

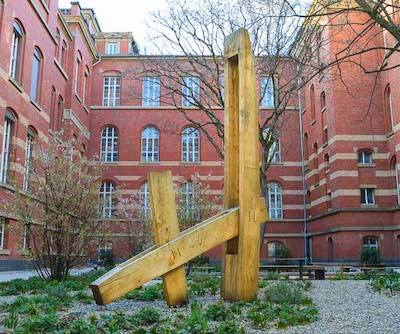
Die Skulptur "Raumbewegung" von CW Loth vor dem Alten Hauptgebäude der TU Darmstadt. Das Werk ist aus einem einzigen Eichenstamm gefertigt.

Einzigartig ist seine Technik, Skulpturen mit beweglichen Teilen aus einem einzigen Stück Holz zu schaffen. Diese Teile bleiben eine Einheit, da sie nicht herausgeschnitten und wieder zusammengesetzt werden, sondern durch sorgfältig geplante Schnitte ausklappbar bzw. beweglich gemacht werden. Zahlreiche Werke Loths sind in öffentlichem Besitz, von denen viele frei zugänglich im Außenbereich aufgestellt sind.
Loths Großplastik "Große OffenBurg" aus dem Jahr 2007 ist auch ins Logo der Hochschule Offenburg eingegangen.
Seit März 2022 steht die Arbeit "Raumbewegung" im Innenhof des Alten Hauptgebäudes der TU Darmstadt. Loth schuf diese Großskulptur im Auftrag der Hochschule.
Neben den Skulpturen fertigt Loth Grafiken und Skizzen auf Papier und auf Leinwand.

## Fotos (Auswahl)

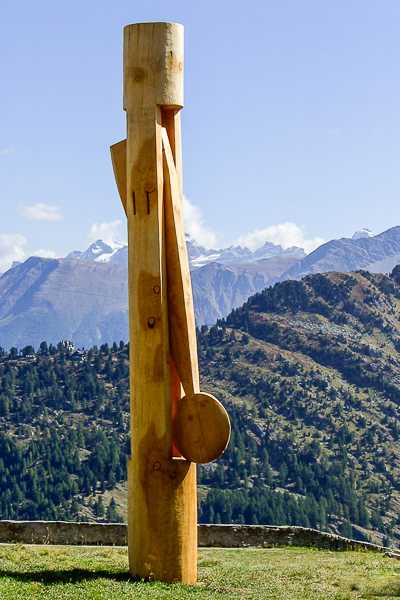
"Auszeit", Belalp (Schweiz), Lärche, 2009; 420 × 90 × 45 cm.
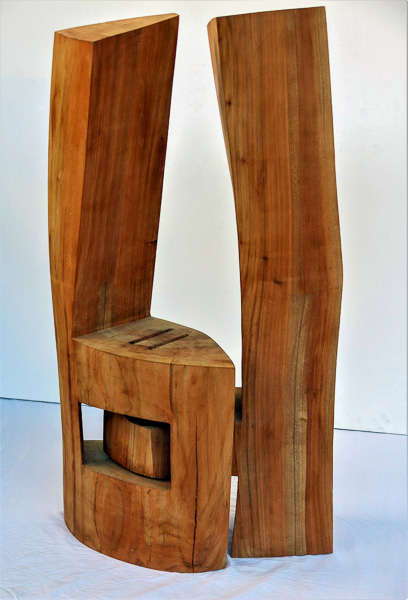
"Duo III", Kirsche, 2014.
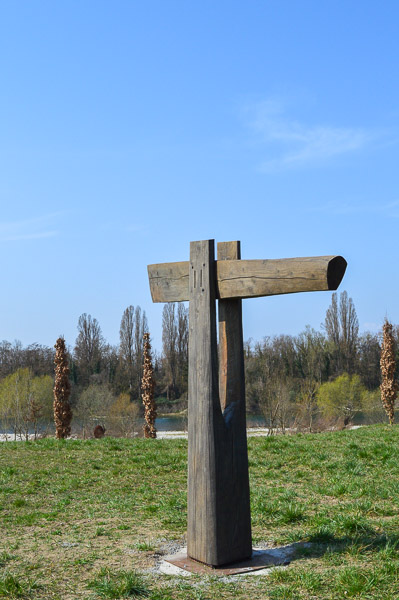
"Hochboot", Seqoia, 2013.
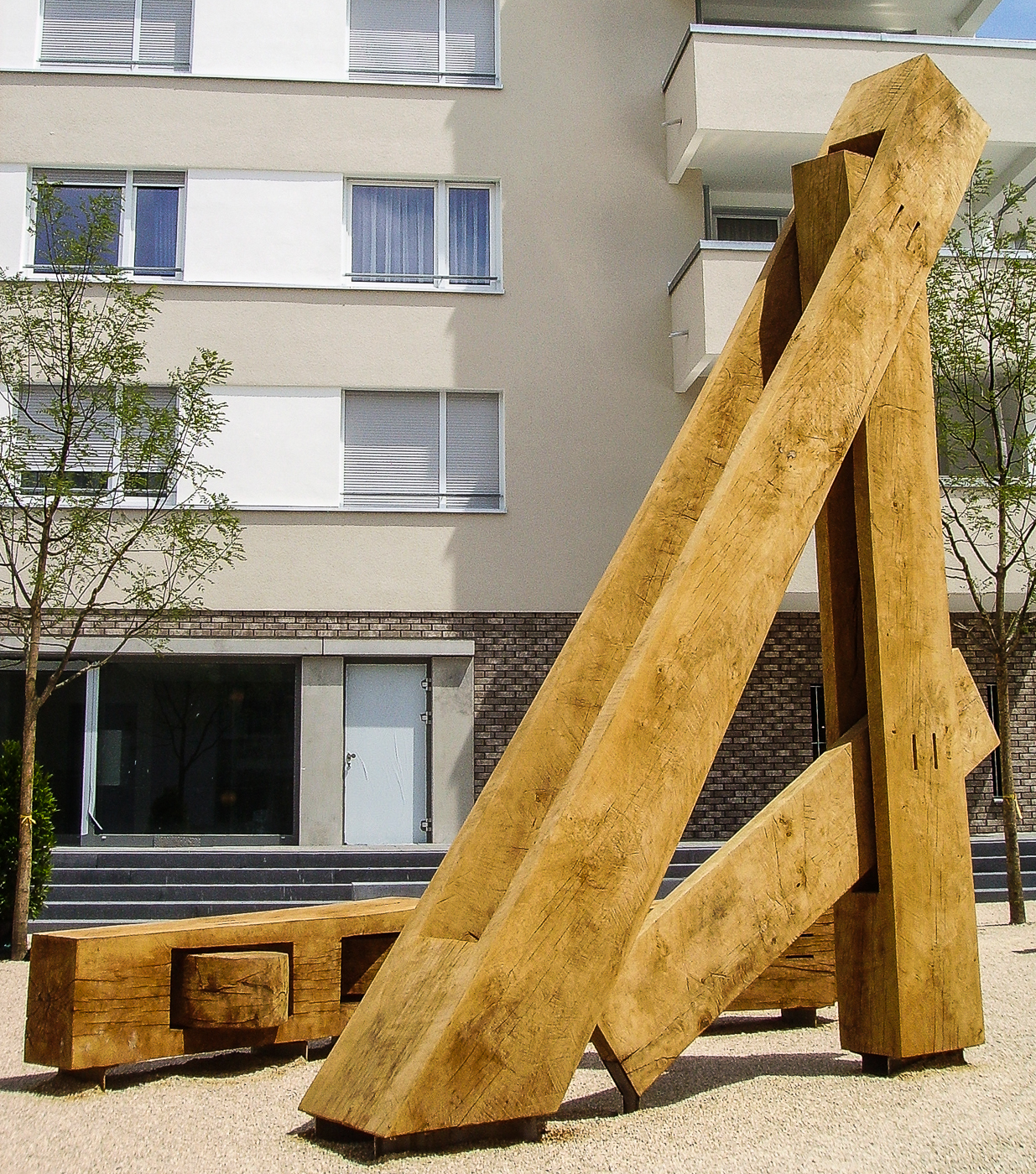
Skulptur von CW Loth in Bad Cannstatt, Eiche, 2011; 470 × 215 × 60 u. 55 × 400 × 45 cm.

## Ausstellungen

### Einzelausstellungen
- 2019: Haus am Dom, Frankfurt.
- 2017: Stiftung für konkrete Kunst, Freiburg.
- 2003: Städtisches Kunstmuseum Spendhaus in Reutlingen. Dazu ist ein Katalog[10] mit einem Beitrag des Kunsthistorikers Manfred Fath erschienen.
- 1996: Universitätsmuseum für Kunst und Kulturgeschichte, Marburg. Dazu ist ein 48-seitiger Katalog[11] erschienen, der eine wissenschaftliche Einordnung der Arbeiten Loths durch den damaligen Direktor des Museums, Jürgen Wittstock, enthält.

### Gruppenausstellungen
- 2020: Kunstforum der TU Darmstadt.
- 2017: Galerien Oberrhein, Breisach.
- 2016: Galerie Thron - Mitglieder des Künstlerbundes Baden-Württemberg.

## Arbeiten im öffentlichen Raum
- 2007 schuf CW Loth eine Großplastik für den Platz der Verfassungsfreunde in Offenburg: Große OffenBurg Beton.[7][12]
- 2022 schuf CW Loth die Arbeit "Raumbewegung" für den Innenhof des Alten Hauptgebäudes der TU Darmstadt.[13]

Öffentlich zugängliche Werke von CW Loth stehen auch an folgenden Orten:
- Sepulkralmuseum Kassel
- Stadt Hornberg
- Stadt Bad Waldsee
- Staatl. Vermögens-Hochbauamt Konstanz
- Dreisamhalle Ebnet Freiburg-Ebnet
- Skulpturenweg Stadt Emmendingen
- Stadt Cloppenburg Rathausplatz
- Stuttgart-Bad Cannstatt Siedlungswerk
- Freiburg Komturstrasse Siedlungswerk
- Morat Institut für Kunst und Kunstwissenschaft Freiburg

## Weitere Arbeiten in öffentlichem Besitz
- Staatsministerium Baden-Württemberg
- Ministerium für Wissenschaft, Forschung und Kunst Baden-Württemberg
- Landesvertretung Baden-Württembergs in Berlin
- Regierungspräsidium Freiburg
- Augustiner Museum Freiburg
- Weinbauinstitut Freiburg
- Städtische Sammlung Rastatt
- Spendhaus Reutlingen
- Universitätsmuseum Marburg

## Preise
- 1998 Preisträger des Kunstwettbewerbs der Diözese Rottenburg-Stuttgart